# وولبوش
وولبوش (به لاتین: Wolbórz، تلفظ: [ˈvɔlbuʂ]) یک شهرک در لهستان است که در شهرستان پیوترکوف واقع شده‌است.

## خصوصیات
وولبوش ۲٬۳۸۱ نفر جمعیت دارد.